# 沙多里斯
《沙多里斯》（英語：Sartoris）是威廉·福克纳的一部长篇小说，约克纳帕塔法系列小说的首部作品。1929年1月31日由哈考特-布雷斯公司出版，印数1998册。在扉页题词上，福克纳将这部作品献给了舍伍德·安德森。

## 情节
小说中沙多里斯的第一代人物是约翰·沙多里斯上校（1823-1876），他和弟弟巴耶德（1838-1862）在南北战争中的英勇故事成为家族的传说。约翰在南北战争中多次逃脱北军追杀，而巴耶德追随骑兵司令官斯图尔特。一次巴耶德到敌军餐桌上去取鱼，结果被躲着的北军炊事员击毙。内战结束后约翰在镇上修了铁路，杀了两个北方政客，然而竞选州议员时与原来的合作者雷蒙德闹翻，此时他已只求一死。约翰之子巴耶德（二世）成为银行家，他是个守成的人，老约翰的妹妹詹尼姑婆成为了真正的一家之主。詹尼本来远嫁北卡罗莱纳州，两年后便做了寡妇，七年后回来主持家务。第三代人物约翰（二世）曾参加美西战争，后死于旧伤和黄热病。第四代人物有约翰（三世）、巴耶德（三世），二人参加了第一次世界大战。约翰被德国空军击中跳离飞机身亡，巴耶德一直为此自责。